# Edwardsina tasmaniensis
Edwardsina tasmaniensis é uma espécie de dípteros da família Blepharoceridae.
É endémica da Austrália.